# Cinnyris
Cinnyris is een geslacht van zangvogels uit de familie Nectariniidae (honingzuigers).

## Soorten
Soorten uit dit geslacht honingzuigers worden ook vaak beschreven als soorten in het geslacht Nectarinia. Het geslacht kent 63 soorten:
- Cinnyris afer  –  Grote kraaghoningzuiger
- Cinnyris asiaticus  –  Purperhoningzuiger
- Cinnyris aurora  –  Palawanhoningzuiger
- Cinnyris batesi  –  Bates' honingzuiger
- Cinnyris bifasciatus  –  Gewone purperbandhoningzuiger
- Cinnyris bouvieri  –  Bouviers honingzuiger
- Cinnyris buettikoferi  –  Soembahoningzuiger
- Cinnyris chalcomelas  –  Violetborsthoningzuiger
- Cinnyris chalybeus  –  Kleine kraaghoningzuiger
- Cinnyris chloropygius  –  Olijfbuikhoningzuiger
- Cinnyris clementiae   –  Zuid-Molukse honingzuiger
- Cinnyris coccinigastrus  –  Roodbuikhoningzuiger
- Cinnyris comorensis  –  Anjouanhoningzuiger
- Cinnyris congensis  –  Congolese honingzuiger
- Cinnyris coquerellii  –  Mayottehoningzuiger
- Cinnyris cupreus  –  Koperhoningzuiger
- Cinnyris dussumieri  –  Seychellenhoningzuiger
- Cinnyris erythrocercus  –  Sierhoningzuiger
- Cinnyris frenatus  – Sahoelhoningzuiger
- Cinnyris fuelleborni  –  Fülleborns honingzuiger
- Cinnyris fuscus  –  Roethoningzuiger
- Cinnyris gertrudis  –  Westelijke miombohoningzuiger
- Cinnyris habessinicus  –  Abessijnse honingzuiger
- Cinnyris hellmayri –  Arabische honingzuiger
- Cinnyris humbloti  –  Grande-Comorehoningzuiger
- Cinnyris idenburgi  –  Mamberamohoningzuiger
- Cinnyris infrenatus  –  Toekang-Besihoningzuiger
- Cinnyris johannae  –  Groenkruinhoningzuiger
- Cinnyris jugularis  –  Filipijnse honingzuiger
- Cinnyris lotenius  –  Lotens honingzuiger
- Cinnyris loveridgei  –  Loveridge' honingzuiger
- Cinnyris ludovicensis  –  Berghoningzuiger
- Cinnyris manoensis  –  Oostelijke miombohoningzuiger
- Cinnyris mariquensis  –  Maricohoningzuiger
- Cinnyris mediocris  –  Kilimanjarohoningzuiger
- Cinnyris melanogastrus  –  Zwartbuikfeeënhoningzuiger
- Cinnyris minullus  –  Kabouterhoningzuiger
- Cinnyris moreaui  –  Moreaus honingzuiger
- Cinnyris nectarinioides  –  Menieborsthoningzuiger
- Cinnyris neergaardi  –  Neergaards honingzuiger
- Cinnyris notatus  –  Madagaskarhoningzuiger
- Cinnyris ornatus  –  Soendahoningzuiger
- Cinnyris osea  –  Palestijnse honingzuiger
- Cinnyris oustaleti  –  Angolahoningzuiger
- Cinnyris pembae  –  Pembahoningzuiger
- Cinnyris prigoginei  –  Prigogines honingzuiger
- Cinnyris pulchellus  –  groenbuikfeeënhoningzuiger
- Cinnyris regius  –  Koningshoningzuiger
- Cinnyris reichenowi  –  Preuss' honingzuiger
- Cinnyris rockefelleri  –  Rockefellers honingzuiger
- Cinnyris rufipennis  –  Roodvleugelhoningzuiger
- Cinnyris shelleyi  –  Shelleys honingzuiger
- Cinnyris solaris  –  Zonnehoningzuiger
- Cinnyris sovimanga  –  Souimangahoningzuiger
  - C. s. abbotti  –  Abbotts honingzuiger
- Cinnyris stuhlmanni  –  Stuhlmanns honingzuiger
- Cinnyris superbus  –  Prachthoningzuiger
- Cinnyris talatala  –  Witbuikhoningzuiger
- Cinnyris teysmanni   –  Floreszeehoningzuiger
- Cinnyris tsavoensis  –  Tsavopurperbandhoningzuiger
- Cinnyris ursulae  –  Biokohoningzuiger
- Cinnyris usambaricus  –  Usambarahoningzuiger
- Cinnyris venustus  –  Ornaathoningzuiger
- Cinnyris whytei  –  Whytes honingzuiger